# Koń fiordzki
Koń fiordzki, fiording, fiord (ang. Norwegian Fjord) – rasa konia pochodząca z Norwegii.
Wysokość od 130 do 148 cm. Waży od 400 do 550 kg. Występują różne odmiany maści bułanej, pręga grzbietowa od ogona po grzywę, kończyny ciemne, zazwyczaj pręgowane. Typową cechą dla tej rasy jest ciemny pas włosów w wewnętrznej części grzywy. Na zewnątrz włos jest srebrzysty. Gruba szyja łagodnie przechodząca w tułów, zad silny, kłąb zaokrąglony, niewyraźnie zarysowany, krótkie mocne nogi, niezbyt obfite szczotki pęcinowe. Charakterystyczną cechą jest strzyżenie grzywy na kształt półksiężyca.

## Temperament
Konie fiordzkie mają spokojny temperament. Są bardzo spokojne nawet jako źrebięta. Są wspaniałymi końmi dla dzieci ze względu na swoje usposobienie.

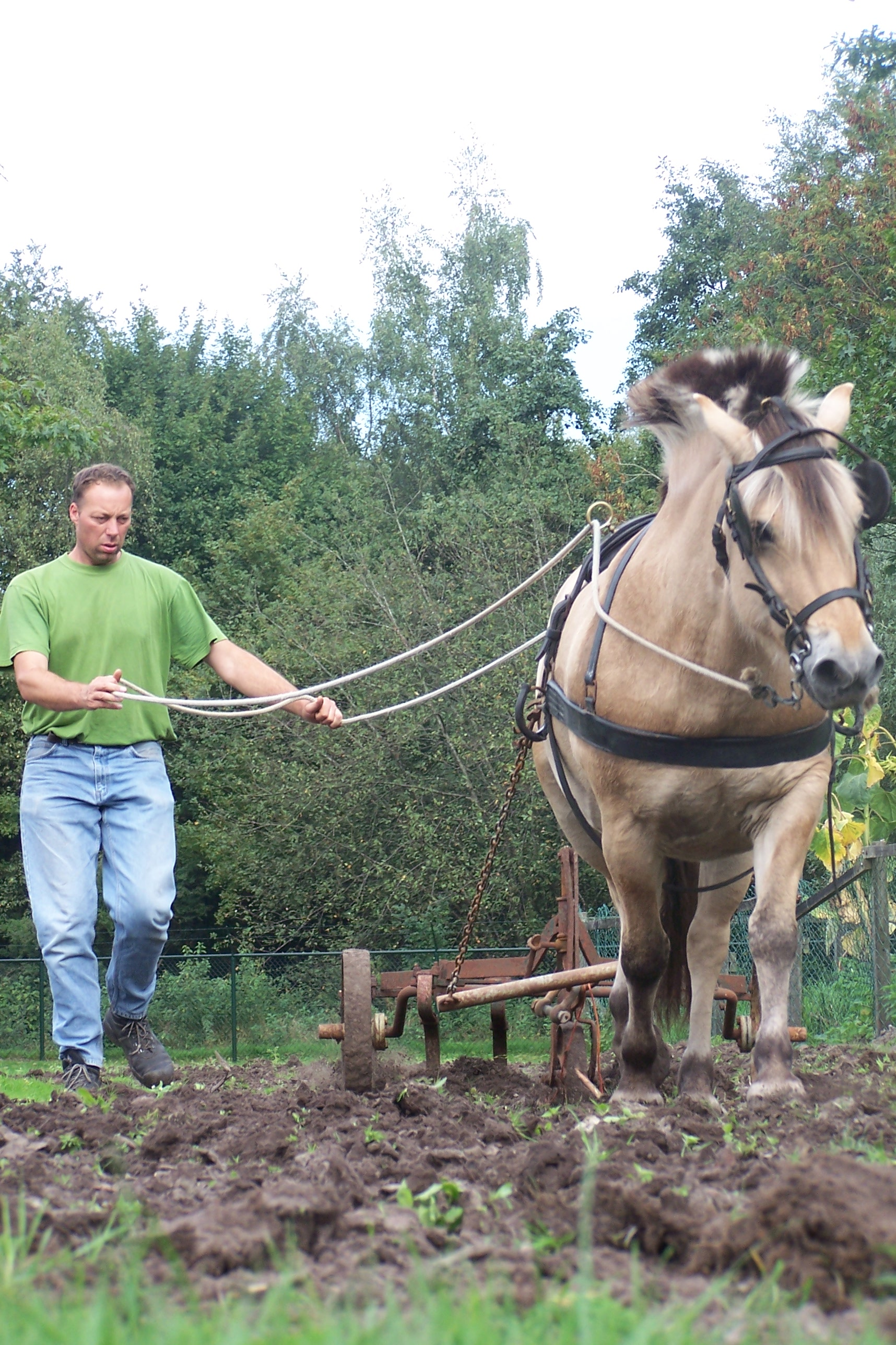
Fiording ciągnący pług

## Historia, pochodzenie
Rasa fiording jest rasą prymitywną, to znaczy zbliżoną do konia pierwotnego (przypomina go dzisiaj koń Przewalskiego). Fiordingi były używane jeszcze przez wikingów i to one najprawdopodobniej dały początek rasie kuca islandzkiego. Za ich czasów służyły jako konie bojowe oraz były wykorzystywane do ciągnięcia pługa. Od tego czasu rasa ta jest używana na roli, w hipoterapii oraz jucznie.

## Użytkowość
Obecnie konie fiordzkie startują w konkursach ujeżdżenia, skoków, w zaprzęgach, a nawet w WKKW.

## Hodowla
Kraje specjalizujące się w hodowli fiordingów: Norwegia, Dania, Niemcy. W Polsce występują, głównie u osób prywatnych.
Potocznie nazywane są fiordami.